# Husayn Bayqara
Ḥusayn Bāyqarā (in persiano حسین بایقرا‎; Herat, giugno 1438 – Baba Ilahi, 4 maggio 1506) è stato un sultano persiano, ultimo sovrano dell'Impero timuride dal 1469 fino alla sua morte, con una breve interruzione nel 1470.

## Biografia
Ghiyāth al-Dīn Manṣūr Mīrzā della tribù Barlas sposò Fīrūza Sulṭān Begūm figlia di Sulṭān Ḥusayn, figlio di Muḥammad Beg, figlio di Amīr Mūsā, della potente tribù Tayichiud. Dal matrimonio nacquero due figli, Bāyqarā Mīrzā II e Sulṭān Ḥusayn Mīrzā, e due figlie.
Sulṭān Ḥusayn Mīrzā, oltre che dai Timuridi e da Gengis Khan, dichiarava di essere discendente di nona generazione di ʿAbd Allāh Anṣārī di Herat, noto anche come Pīr-e Herāt (Saggio di Herat). Suo padre morì quando aveva sette o otto anni e poiché non era stata una grande personalità nell'Impero timuride, egli decise di prender il nome di Sulṭān Ḥusayn Mīrzā Bāyqarā dal suo più illustre nonno. Dopo essersi consultato con la madre entrò nel 1452 al servizio del suo cugino più anziano Mīrzā Abū l-Qāsim Bābur b. Baysunqur, sovrano di Herat. Mīrzā Abū l-Qāsim Bābur non fu tra i migliori regnanti e gestì male il suo territorio, scontrandosi in battaglia contro Abū Saʿīd Mīrzā, il sovrano timuride di Samarcanda.
Sulṭān Ḥusayn Mīrzā non era soddisfatto del suo incarico e decise di cercare fortuna altrove, incontrandosi con Abū Saʿīd Mīrzā. Anche se Abū Saʿīd si era detto disponibile a metterlo al suo servizio, una ribellione da parte di un parente di Sulṭān Ḥusayn Mīrzā, Sulṭān Aways Mīrzā, figlio di Muḥammad Mīrzā, figlio di Bāyqarā Mīrzā, indusse Abū Saʿīd ad arrestare Sulṭān Ḥusayn Mīrzā e altri parenti per precauzione. Dietro intervento di sua madre, Fīrūza Begūm, venne liberato e tornò da Mīrzā Abū l-Qāsim Bābur b. Baysunqur fino alla morte di quest'ultimo, due anni dopo.
Dopo la morte di Bābur, nel 1457, seguì un periodo di anarchia nel Khorasan. L'instabilità economica e la mancanza di un'autorità centrale, con frequenti cambiamenti di regime, indussero il sovrano timuride di Samarcanda Abū Saʿīd Mīrzā a invadere il Khorasan e a occupare Herat il 19 luglio 1457. Ma Abū Saʿīd Mīrzā abbandonò immediatamente la città a causa di problemi nel suo regno. Subito dopo avvenne l'invasione da parte del sovrano dei Kara Koyunlu, Muzaffar al-Dīn Jahān Shāh ibn Yūsuf, che prese il Mazandaran. Durante questo caotico periodo il Khorasan fu diviso in diversi territori:
- Asterabad e Sabzevar – Muzaffar al-Dīn Jahān Shāh ibn Yūsuf dei Kara Koyunlu
- Balkh – Abū Saʿīd Mīrzā, regnante timuride di Transoxiana
- Abivard – ʿAlāʾ al-Dawla Mīrzā b. Baysunqur
- Herat – Ibrāhīm Mīrzā
- Tus e Fortezza ʿImād – Shāh Maḥmūd Mīrzā
- Marv – Sulṭān Sanjar Mīrzā
- Sistan, Farah e Isfizar – Malik Qāsim ibn Amīr Iskandar Turkmen, un emiro.

(Robert Byron, La via per l'Oxiana, Adelphi, 2000, pp. 133-134 ISBN 978-88-459-1574-1)

## Merv e Khwārazm
Sulṭān Ḥusayn Mīrzā, impossibilitato a competere con questi rivali, divenne un mercenario e passò al servizio di Sulṭān Sanjar Mīrzā di Merv che gli fece sposare sua figlia Beqa Sultan Begum. Dal matrimonio nacque Badīʿ al-Zamān Mīrzā. Sulṭān Sanjar Mīrzā e Sulṭān Ḥusayn Mīrzā andarono d'accordo per un certo tempo, ma nel giugno-luglio 1457, quando Sanjar diede a Ḥusayn il comando della città mentre era assente, questi tentò di prendere il potere sostenendo che il dignitario capo, Ḥasan Arlat, aveva complottato di ucciderlo. Amīr, leale al suo signore Sanjar reagì e il tentativo di Ḥusayn fallì. Sulṭān Ḥusayn Mīrzā fu costretto a fuggire con appena cinque cavalieri ma al di fuori della città fu raggiunto dal capo della sicurezza delle carovane commerciali del settore Iranji, Ḥasan Chakra e i suoi 200 uomini. Questa sarebbe diventata la prima forza mercenaria di Sulṭān Ḥusayn Mīrzā. Per consolidare l'alleanza sposò la figlia di Ḥasan Charkas, Afāk Begūm. Venne inseguito da Sanjar Mirza nel deserto del Karakum fino a quando non fu costretto a marciare verso il Khwārazm dove rimase tra i deserti del Marv e Khiva.

## Conflitto tra Timuridi e Kara Koyunlu
Resosi conto della debolezza dei Timuridi a Herat, Jahān Shāh dei Kara Koyunlu invase e prese la città il 28 giugno 1458, che era occupata da padre di Ibrāhīm Mīrzā, ʿAlāʾ al-Dawla Mīrzā bin Baysunqur. Ma Abū Saʿīd Mīrzā non poteva tollerare questo affronto e dopo negoziati Jahan Shah decise di restaurare la situazione territoriale a quella dell'epoca di Shāhrūkh Mīrzā. Pertanto il Khorasan, Mazandaran e Gorgan tornarono ai Timuridi e Abū Saʿīd Mīrzā tornò a Herat, per la seconda volta, il 22 dicembre 1458.

## Sulṭān Ḥusayn Mīrzā Bāyqarā contro Abū Saʿīd Mīrzā
Sulṭān Ḥusayn Mīrzā allestì una forza di 1.000 uomini e prese il Gorgan il 19 ottobre 1458 sottraendola al Kara Koyunlu. A quell'epoca Sulṭān Ḥusayn Mīrzā aveva vent'anni. Abū Saʿīd Mīrzā invase il Gorgan, che Sultan Husayn Mirza abbandonò rifugiandosi a Khwarazm. Abū Saʿīd Mīrzā nominò suo figlio Sultan Mahmud Mirza come governatore di Gorgan. Quando Sultan Husayn Mirza venne a sapere che Abū Saʿīd Mīrzā aveva lasciato Herat per stroncare una ribellione del suo parente Muḥammad Juki, attaccò nuovamente Gorgan e nella Battaglia di Jauzi Wali, nel maggio 1461, sconfisse Sulṭān Maḥmūd Mīrzā e nominò ʿAbd al-Raḥmān Arghūn governatore del territorio. Tuttavia, egli non poté seguire questa vittoria avendo assediato Herat da agosto a ottobre 1461. Abū Saʿīd Mīrzā fece ritorno e Sulṭān Ḥusayn Mīrzā fuggì di nuovo verso Khwarazm, da dove iniziò delle incursioni tendenti al saccheggio del Khorasan; queste incursioni vennero condotte a partire dal 1464. Cercando di proteggersi contro Abū Saʿīd, chiese aiuto agli uzbeki ma l'aiuto non giunse mai poiché Abul-Khayr Khan, il capo uzbeko, era morto nel 1468. Questo periodo di 8 - 10 anni fu il peggiore nella vita di Sulṭān Ḥusayn Mīrzā. Vagò da un posto all'altro, a volte in gravi difficoltà.

## Re del Khorasan
Quando Abū Saʿīd Mīrzā invase Ak Koyunlu egli fu sconfitto alla Battaglia di Qarabagh e fatto prigioniero. Uzun Ḥasan lo consegnò al diciannovenne timuride discendente di Shāh Rukh Mīrzā, Yādgār Muḥammad Mīrzā che giustiziò Abū Saʿīd Mīrzā.
Dopo la morte di Abū Saʿīd, avvenne il collasso dell'Impero timuride. Approfittando dell'assenza di Abū Saʿīd Mīrzā, Sulṭān Ḥusayn Mīrzā Bāyqarā entrò nuovamente nel Khorasan e assediò Herat conquistandola il 24 marzo 1469 e divenendo così il sovrano timuride del Grande Khorasan. Anche se i figli del defunto Abū Saʿīd Mīrzā marciarono verso il Khorasan, decisero poi di desistere quando appresero che, non solo Husayn aveva consolidato il suo controllo su Herāt ma che l'esercito sconfitto del loro padre si era unito a Sulṭān Ḥusayn Mīrzā.

## Conflitto con Ak Koyunlu e Yādgār Muḥammad Mīrzā
Nel frattempo Uzun Hasan degli Ak Koyunlu inviò Yādgār Muḥammad Mīrzā a conquistare il Khurasan. Ḥusayn sconfisse Yādgār alla Battaglia di Chenaran (15 settembre 1469) ma Uzun inviò dei rinforzi. Uzun Hasan chiese a Ḥusayn di consegnargli alcuni ufficiali che erano fuggiti a Herat, richiesta che Ḥusayn rifiutò. Yādgār quindi proseguì nel Khorasan, e Ḥusayn non fu in grado di sostenere le sue forze a causa di diserzioni di massa, finendo per fuggire da Herat che venne occupata il 7 luglio 1470. Sei settimane più tardi, tuttavia, Ḥusayn rioccupò la città, dopo aver radunato una forza fresca e sconfisse i figli di Abū Saʿīd che stavano tentando di avanzare in Khorasan. Catturò Yādgār e lo passò per le armi.
L'impero di Ḥusayn era ora al sicuro. Non ci furono ulteriori tentativi contro di lui, e i Timuridi in Transoxiana erano troppo indeboliti dai conflitti interni per avanzare nel suo territorio. Il suo confine con la Transoxiana iniziava sulla sponda meridionale del Mar Caspio, correva a sud, poi a est attraverso il nord del Dasht-e Lut e terminava al Lago Hamun. Il suo confine con i timuridi era al fiume Oxus. Rispettò più o meno entrambi i confini, rifiutando di attraversare a nord nel tentativo di catturare la Transoxiana. Probabilmente era consapevole della minaccia uzbeka nella regione e fu abbastanza saggio da non perseguire un confine con questo popolo tribale pericoloso.

## Amministrazione
Ḥusayn fu visto come "un buon re, amante della pace e della giustizia", e realizzò numerose strutture, tra cui una famosa scuola; tuttavia, fu colpito da una paralisi per gli ultimi venti anni del suo regno e fu costretto a trattare con diverse rivolte e incursioni. Nel 1490 il fratellastro del figlio di Ḥusayn, Ibrāhīm Ḥusayn, tutore di Darvish 'Ali, cospirò con il sultano Maḥmūd, che in quel tempo regnava in Hisar. Maḥmūd mosse contro Balkh, dove risiedeva Ibrāhīm, costringendo Ḥusayn a mobilitarsi contro di lui. Alcuni anni più tardi, Husayn trasferì suo figlio maggiore, Badīʿ al-Zamān, da Astarabad (rinominata Gorgan nel 1937) a Balkh, ma Badīʿ al-Zamān si ribellò quando a suo figlio Muḥammad Muʾmin fu negato regnare su Astarabad. Ḥusayn sconfisse sia Muḥammad, che fece giustiziare, sia Badīʿ al-Zamān, con il quale si riconciliò. Ma la tregua non resse a lungo e nel 1499 Badīʿ al-Zamān assediò Herat.

## Minaccia uzbeka
Nel 1501 gli Uzbeki conquistarono la Transoxiana per il timuride Babur. Sotto Muhammad al-Shaybani, gli Uzbeki potevano ora minacciare il Khorasan. Soffrendo per gli effetti della malattia e dell'età avanzata, Husayn non si mosse anche dopo che Babur gli consigliò di agire. Gli Uzbeki iniziarono a condurre incursioni nel Khorasan. Infine Huseyn cambiò idea e cominciò a marciare contro di loro, ma morì nel 1506 poco dopo aver iniziato la sua avanzata. L'eredità del suo impero fu contesa tra i suoi figli Badīʿ al-Zamān e Muzaffar Ḥusayn. Bābur, che aveva iniziato una spedizione a sostegno di Ḥusayn, osservò le lotte tra i fratelli e decise che a causa dell'impossibilità di difendere il territorio era bene ritirarsi. L'anno successivo, Muḥammad Shaybānī conquistò Herāt, costringendo i successori di Ḥusayn a fuggire, mettendo così fine al dominio timuride in Khorasan.

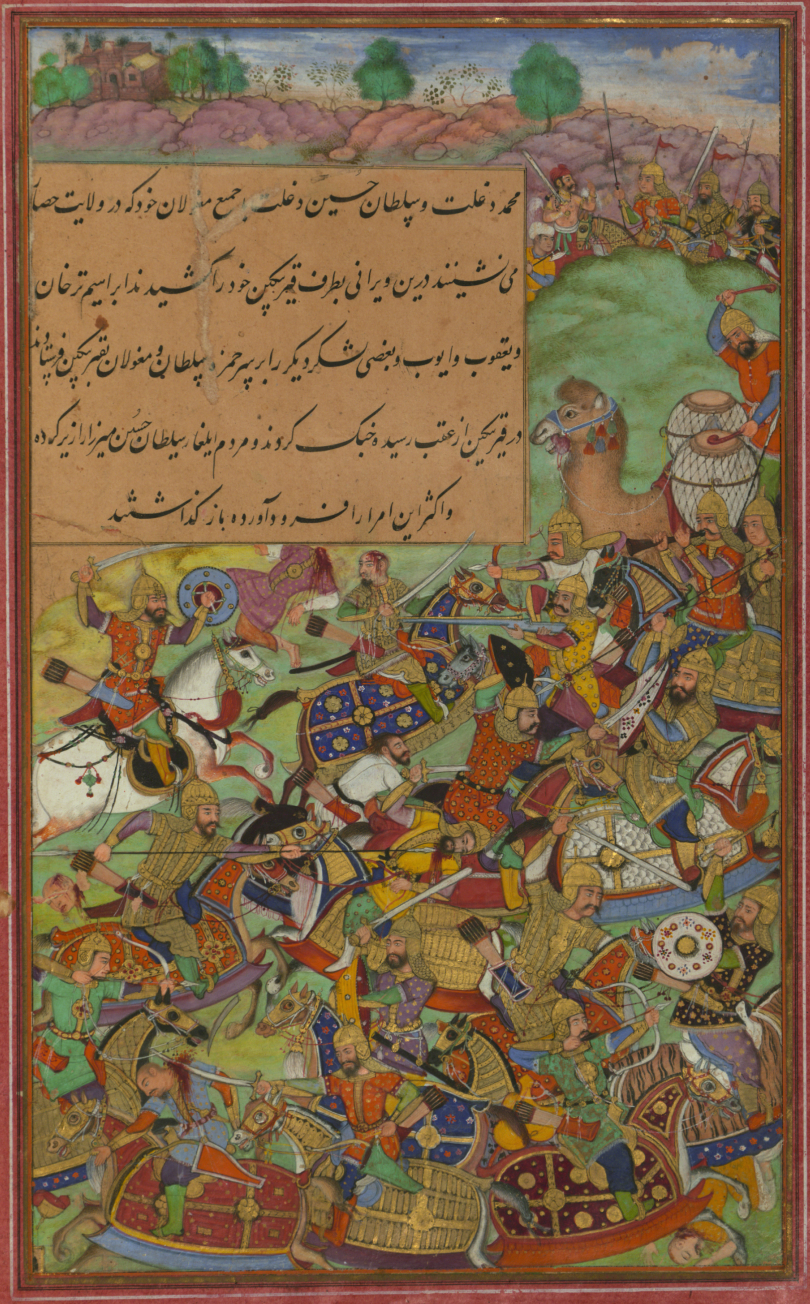
La battaglia di Sultan Ḥusayn Mīrzā contro Sultan Masʿūd Mīrzā a Hiṣṣār